# Soška postrv
Soška postrv (znanstveno ime Salmo marmoratus) je sladkovodna riba, ki živi v reki Soči in njenih pritokih, razširjena pa je tudi v jadranskem povodju. Manjše se zadržujejo v srednje globoki vodi, večje pa v globokih tolmunih in so samotarke. Po nekaterih klasifikacijah soška postrv sodi med nabor slovenskih avtohtonih pasem.

## Opis
Del latinskega imena marmoratus se nanaša na značilen marmoriran vzorec na hrbtu in glavi. Prepoznamo jo po podolgovatem valjastem telesu dolžine med 50 in 70 centimetri ter marmorastem vzorcu na sivobeli podlagi. Vzorec je lahko temno siv, rjav, olivno zelen, bakreno rdeč ali rumeno rjav. Med marmornim vzorcem je lahko več ali manj rdečih pik ali peg. Doseže lahko težo čez 20 kg. Do sedaj najdaljša ujeta v Sloveniji je merila 121 cm in je tehtala 25 kg. Pri samcih je spodnja čeljust kavljasto zakrivljena.
Postrvi so plenilke. Odrasle živali se hranijo z ribami in lovijo v mraku, mladice pa z rastlinjem, planktonom in žuželkami.
Drstijo se od novembra do januarja na prodnatem rečnem dnu.

## Ohranjanje vrste
Bolj kot sam ribolov jih ogroža genetsko mešanje z vneseno potočno postrvjo. Zadnjih deset let si ribiči z vzgojo čistih populacij in izlovom potočne postrvi prizadevajo, da bi bile postrvi v Soči spet soške. Biologi jih vzgojijo v bazenih in jih nato izpustijo nazaj v Sočo ob njenem izviru.
V zgornjem porečju Soče poteka poseben program varovanja soške postrvi.